# 755
Cette page concerne l'année 755  du calendrier julien. Pour l'année 755 av. J.-C., voir 755 av. J.-C.
L'année 755 est une année commune qui commence un mercredi.

## Événements
- 13 février : le calife Al Mansûr, frère d’Abu al'Abbas, fait assassiner le Persan Abû Muslin qui lui avait permis d’accéder au trône, provoquant l’hostilité des Khorasaniens[1].
  - Nouvelles révoltes au Khorasan contre les Abbassides. La première est menée par le zoroastrien Sunbadh (755-756)[2].

- 16 décembre : début de la rébellion du général d'origine turque An Lushan au Liaodong (Chine) qui déclenche l’anarchie (755-763). Il s’empare de Luoyang (18 janvier 756) puis marche sur Chang'an, la capitale (juin 756)[3].

- Début du règne de Trisong Detsen, roi du Tibet (fin en 797)[4]. Il profite de l’affaiblissement de l’empire des Tang dû à la révolte du gouverneur turco-sodgien An Lushan mais aussi aux coups des forces arabo-turques (Talas, 751). Il reçoit l’alliance du royaume du Nanzhao au Yunnan.

### Europe
- 1er mars : plaid de Berny[5]. Pépin le Bref transfère l’assemblée annuelle des hommes libres, le champ de mars ou plaid général, du 1er mars au 1er mai (champ de mai)[6]. Cette mesure s’explique par l’importance prise par la cavalerie (il faut attendre que l’herbe soit assez haute pour nourrir les chevaux et les bœufs).
  - Expédition des Francs contre les Lombards. L'armée franque passe les Alpes et se présente devant Pavie.
- Fin juin : Aistolf doit signer le premier traité de Pavie avec Pépin. L’exarchat de Ravenne, la Pentapole et la Corse (754-756) sont confiés à l’Église (donation de Pépin)[7].
- 11 juillet : Concile de Ver[8]. Pépin le Bref promulgue un capitulaire sur la taille des monnaies. Il réaffirme le monopole royal de la frappe de la monnaie en émettant un denier d’argent avec son monogramme[9].
- Printemps : le gouverneur d'Al-Andalus Yusuf al-Fihri envoie une expédition contre les Arabes yéménites révoltés qui assiègent son gendre le général al-Sumayl à Saragosse[10]. Les révoltés se soumettent. Yusuf lance ensuite détachement contre les chrétiens de Pampelune, mais ses troupes trop peu nombreuses sont repoussées[11].
- 14 août : l'Omeyyade Abd al-Rahman débarque à Almuñécar en Espagne[12].

- Alphonse Ier des Asturies reprend Lugo[13].
- Les Bulgares pillent la Thrace[14]. 
  - Constantin V établit la population de Theodosioupolis et Mélitène en Thrace pour affaiblir la zone sensible de l’Asie Mineure et renforcer la frontière balkanique. Il repousse sur le Danube les Bulgares parvenus jusqu’à Constantinople qui réclamaient une augmentation du tribut.
- Elfodd devient archêvèque de Bangor. Il tente de convaincre les Bretons de Cornouailles et du pays de Galles de reconnaître l’autorité de Rome et son calcul de la date de Pâque. Il y parvient en 768[15].

## Décès en 755
- Childéric III, roi des Francs de 743 à 751
- Bel Kyesang Dongtsab, homme politique et un officier de l'Empire du Tibet.